# Jean Ichbiah
Jean David Ichbiah (Parigi, 25 marzo 1940 – Boston, 26 gennaio 2007) è stato un informatico francese naturalizzato statunitense, noto per il suo contributo al linguaggio di programmazione Ada, del quale fu il primo progettista.

## Biografia
Ichbiah nacque in una famiglia di ebrei sefarditi greco-turchi (la madre era di Salonicco) emigrati in Francia. Durante la seconda guerra mondiale la sua famiglia si nascose in una tenuta nella Francia meridionale per sfuggire alla persecuzione nazista. Ha servito nelle forze armate francesi e ha studiato presso l'École Polytechnique di Parigi, laureandosi in ingegneria civile all'École Nationale des Ponts et Chaussées. Sposatosi nel 1964 con Marianne Kleen, ha successivamente seguito un dottorato di ricerca in ingegneria civile e ricerca operativa presso il Massachusetts Institute of Technology, conseguendolo in due anni.
Tornato in Francia, Ichbiah venne assunto nella divisione Programming Research della CII Honeywell Bull (CII-HB) a Louveciennes. Lavorò alla stesura di un linguaggio di programmazione per la progettazione di sistemi chiamato LIS, basato su Pascal e Simula. È stato presidente dello Simula User's Group e membro fondatore del gruppo di lavoro 2.4 (Systems Implementation Languages) del IFIP.
Quando il Dipartimento della Difesa degli Stati Uniti d'America bandì una gara per lo sviluppo di un linguaggio di programmazione ad uso del dipartimento, il team di Ichbiah partecipò sottoponendo un loro progetto, chiamato Green. Nel 1978 il loro progetto vinse l'appalto: il linguaggio è stato chiamato Ada, in onore di Ada Lovelace, e Ichbiah ne diresse lo sviluppo. Nel 1980 Ichbiah lasciò la CII-HB per fondare la società Alsys, con sede a La Celle-Saint-Cloud, che ha continuato lo sviluppo del linguaggio e ha redatto lo standard Ada 83, entrando in seguito in affari nello sviluppo di compilatori Ada, in particolare sistemi di compilazione validati ad uso della NASA, dello US Army e altre agenzie. In seguito si trasferì in una sede sussidiaria della Alsys a Waltham (Massachusetts).
Ichbiah progettò il layout di tastiera FITALY, ottimizzato per input tramite stilo o touch screen, e fondò la società Textware, che commercializza soluzioni per input di testo su PDA e tablet PC e software per la trascrizione medica.
Nel 1979 venne nominato cavaliere della Legion d'Onore e corrispondente dell'Accademia francese delle scienze. Ricevette un Certificate of Distinguished Service dal DoD per il suo lavoro su Ada, un Grand Prix de la Technologie della città di Parigi e il SIGAda Award della ACM per i suoi contributi straordinari alla comunità Ada. Nel 2001 lui e sua moglie ottennero la cittadinanza statunitense.
Jean Ichbiah morì il 26 gennaio 2007 per le complicazioni di un tumore cerebrale.